# 101 Ranch Boys
Les 101 Ranch Boys sont un groupe de musique country des années 1930 formé à Kansas City. Basés à York, en Pennsylvanie, ils avaient leur propre programme de radio sur WSBA (en).
Les membres originaux du groupe étaient George Long, Smoky Roberts, Andy Reynolds et Cliff Brown.

## Sources
- (en) Cet article est partiellement ou en totalité issu de l’article de Wikipédia en anglais intitulé « 101 Ranch Boys » (voir la liste des auteurs).